# McCormack-Reaktion
Die McCormack-Reaktion, oder auch bekannt als McCormack-Cycloaddition ist eine Namensreaktion der organischen Chemie. Sie wurde nach ihrem Entdecker, dem Chemiker William B. McCormack benannt. Diese Reaktion dient der Synthese von Phospholenoxiden, also heterocyclischer Fünfringe mit einem oxidiererten Phosphoratom und einer C=C-Doppelbindung im Ring.

## Übersichtsreaktion
Bei dieser Cycloaddition entsteht aus 1,3-Butadien und Dichlorphosphan ein Phospholen:
Hierbei steht der Rest R für einen Alkyl-, Alkoxy-, Aryl- oder Halogenrest.

## Reaktionsmechanismus
Der nachfolgende Reaktionsmechanismus stammt aus dem Buch „Comprehensive Organic Name Reactions and Reagents“ und ist nur ein möglicher Reaktionsmechanismus:
Durch einen suprafacialen Ringschluss zwischen dem 1,3-Butadien 1 und Dichlorphosphan entsteht ein Dichlorphosphol 2. Das Dichlorphosphol 2 bildet ein Gleichgewicht aus, in dem es ein Chloridanion abgibt und selbst zu einem Phosphorkation wird. Durch Aufbereitung mit Wasser bildet sich Salzsäure und eine Hydroxygruppe am Phosphor 3. Durch eine intramolekulare Reaktion, wird Chlorwasserstoff abgespalten und es entsteht das Phospholenoxid 4.

## „Alternativen“ zu 1,3-Butadien
Darüber hinaus können verschiedene Reste in Position 2,3 des 1,3-Butadiens gebunden sein. So werden im Wang mehrere realisierte Beispiele referiert, z. B. ausgehend von 1,2-Dimethylencyclohexan. W. B. McCormack zeigte, dass anstelle von 1,3-Butadien auch Isopren als Edukt dienen kann.